# العلاقات الإيرانية الجورجية
العلاقات الإيرانية الجورجية هي العلاقات الثنائية التي تجمع بين إيران وجورجيا.

## مقارنة بين البلدين
هذه مقارنة عامة ومرجعية للدولتين:
| وجه المقارنة                                              | إيران                    | جورجيا                          |
| --------------------------------------------------------- | ------------------------ | ------------------------------- |
| المساحة (كم2)                                             | 1.65 مليون               | 69.70 ألف                       |
| عدد السكان (نسمة)                                         | 79.97 مليون              | 3.72 مليون                      |
| الكثافة السكانية (ن./كم²)                                 | 48.47                    | 53.37                           |
| العاصمة                                                   | طهران                    | تبليسي، كوتايسي                 |
| اللغة الرسمية                                             | لغة فارسية               | اللغة الجورجية، اللغة الأبخازية |
| العملة                                                    | ريال إيراني              | لاري جورجي                      |
| الناتج المحلي الإجمالي (بليون دولار)                      | 439.51 مليار             | 15.16 مليار                     |
| الناتج المحلي الإجمالي (تعادل القوة الشرائية) بليون دولار | 1.36 تريليون             | 35.68 مليار                     |
| الناتج المحلي الإجمالي الاسمي للفرد دولار أمريكي          |                          | 3.79 ألف                        |
| الناتج المحلي الإجمالي للفرد دولار أمريكي                 |                          |                                 |
| مؤشر التنمية البشرية                                      | 0.766                    | 0.754                           |
| رمز المكالمات الدولي                                      | +98                      | +995                            |
| رمز الإنترنت                                              | .ir،                     | .ge، .გე ‏                       |
| المنطقة الزمنية                                           | ت ع م+03:30، توقيت إيران | ت ع م+04:00                     |

## مدن متوأمة
في ما يلي قائمة باتفاقيات التوأمة بين مدن إيرانية وجورجية:
- ترتبط رشت مع كوتايسي باتفاقية توأمة.
- ترتبط طهران مع تبليسي باتفاقية توأمة منذ 26 مايو 1972.

## منظمات دولية مشتركة
يشترك البلدان في عضوية مجموعة من المنظمات الدولية، منها:
| علم المنظمة | اسم المنظمة                   | تاريخ انضمام إيران | تاريخ انضمام جورجيا |
| ----------- | ----------------------------- | ------------------ | ------------------- |
|             | يونسكو                        | 6 سبتمبر 1948      | 7 أكتوبر 1992       |
|             | الفريق المعني برصد الأرض      | ?                  | ?                   |
|             | مؤسسة التمويل الدولية         | 28 ديسمبر 1956     | 29 يونيو 1995       |
|             | مؤسسة التنمية الدولية         | 10 أكتوبر 1960     | 31 أغسطس 1993       |
|             | الاتحاد البريدي العالمي       | ?                  | ?                   |
|             | الأمم المتحدة                 | 24 أكتوبر 1945     | 31 يوليو 1992       |
|             | البنك الدولي للإنشاء والتعمير | 29 ديسمبر 1945     | 7 أغسطس 1992        |
|             | المنظمة الهيدروغرافية الدولية | ?                  | ?                   |

## أعلام
هذه قائمة لبعض الشخصيات التي تربطها علاقات بالبلدين:
- أحمد بن نظام الملك
- داريوش شايغان (فيلسوف ومفكر ومنظر إيراني، 24 يناير 1935 – 22 مارس 2018)
- دولتشاه القاجاري (كاتب إيراني، 1789 – 22 نوفمبر 1821)
- رضا بهلوي (مؤسس الدولة البهلوية، 15 مارس 1878[16] – 26 يوليو 1944[17][16])
- زينب بيجوم (القرن السادس عشر – 1640)
- سام ميرزا (خطاط إيراني، 28 أغسطس 1518 – 1567)
- صفي الصفوي (1611 – 11 مايو 1642)
- علي قلي خان الكارتلي (أحد ملوك الكرج، 1680 – 1727)
- فارنافاز الأول من أيبريا (326 – 234)
- كيخسرو الثاني الجاقلي (أتابك كرجي، 13 فبراير 1523 – 29 سبتمبر 1573)
- محمد تقي بهار (7 نوفمبر 1886 – 21 أبريل 1951)
- منوشهر الثالث الجاقلي (أتابك كرجي، 1591 – 1625)
- منوشهر الثاني الجاقلي (أتابك كرجي، 1550 – 1614)
- نيما يوشيج (12 نوفمبر 1895 – 6 يناير 1960)

## وصلات خارجية
- موقع وزارة الخارجية الإيرانية
- موقع وزارة الخارجية الجورجية